# Pepper (robot)
Pepper, az emberi érzelmek felismerésére képes humanoid robot arcfelismerő, arckövető funkcióval is rendelkezik, fejleszthető bármilyen nyelven beszédértésre és -szintézisre. Gyártója a SoftBank Robotics (korábban Aldebaran Robotics).
Egy 2014. június 5-én tartott konferencián mutatták be, és másnaptól a japán Softbank mobiltelefon-üzleteiben volt látható. Pepper érzelemfelismerő képessége abból ered, hogy elemzi a kifejezéseket és a hangokat.

## Története
Úgy tervezték, hogy Pepper 2015 decemberében 198 000 JPY (1931 USD) alapáron lesz elérhető a Softbank Mobile üzleteiben. Pepper 2015 júniusában 198 000 JPY (1 650 USD) áron került értékesítésre. Az első 1 000 darab mindössze 60 másodperc alatt kelt el Peppert először 2016-ban az Egyesült Királyságban dobták piacra, és jelenleg két változata kapható.
2018 májusára már 12 000 Pepper robotot adtak el Európában.

## Alkalmazása

### Kereskedelmi
Peppert mára az Egyesült Királyság számos irodájában alkalmazzák recepciósként, megismeri a látogatókat az arcfelismerés-funkciónak köszönhetően, értesítheti a találkozók szervezőit, és elintézheti az italrendelést. Pepper önállóan tud kommunikálni a vendégekkel, ügyfelekkel. Az első működő Pepper recepcióst az Egyesült Királyságon belül Londonban, a Brainlabsben állították szolgálatba.
Japán bankokban és egészségügyi intézményekben a Seikatsu Kakumei által létrehozott alkalmazások felhasználásával már alkalmazzák a robotot. Nem mellesleg a japán Hamazushi étteremlánc mindenhol munkába állította

### Fogyasztói
Pepper több mint 1000 japán háztartásban megtalálható.

### Tudományos
Pepper a programozás tanításában és az ember-robot interakció kutatásában áll az iskolák, főiskolák és egyetemek rendelkezésére.
2017-ben egy nemzetközi kutatócsapat elkezdte vizsgálni Pepper alkalmazásának lehetőségeit idősek gondozásában vagy védett szálláson. A világ első kulturális kompetenciával rendelkező robotjának kifejlesztésére irányuló CARESSES projekt több mint kétmillió eurós támogatásban részesült, a támogatók közt szerepel többek közt az Európai Unió és a japán kormány. A projektet háromévesre tervezték. A kutatásban részt vevő intézmények között szerepel a Genovai Egyetem (projektkoordinátor), Örebro Egyetem, Middlesexi Egyetem, Bedfordshire-i Egyetem, SoftBank Robotika, Advinia HealthCare, JAIST (japán koordinátor), Nagoya Egyetem és a Chubu Egyetem. 2018. október 16-án egy Pepper robot megemlítette a CARESSES projektet, miközben a brit parlament alsóháza Oktatási Bizottságának szolgált bizonyítékkal.

## Kivitelezés

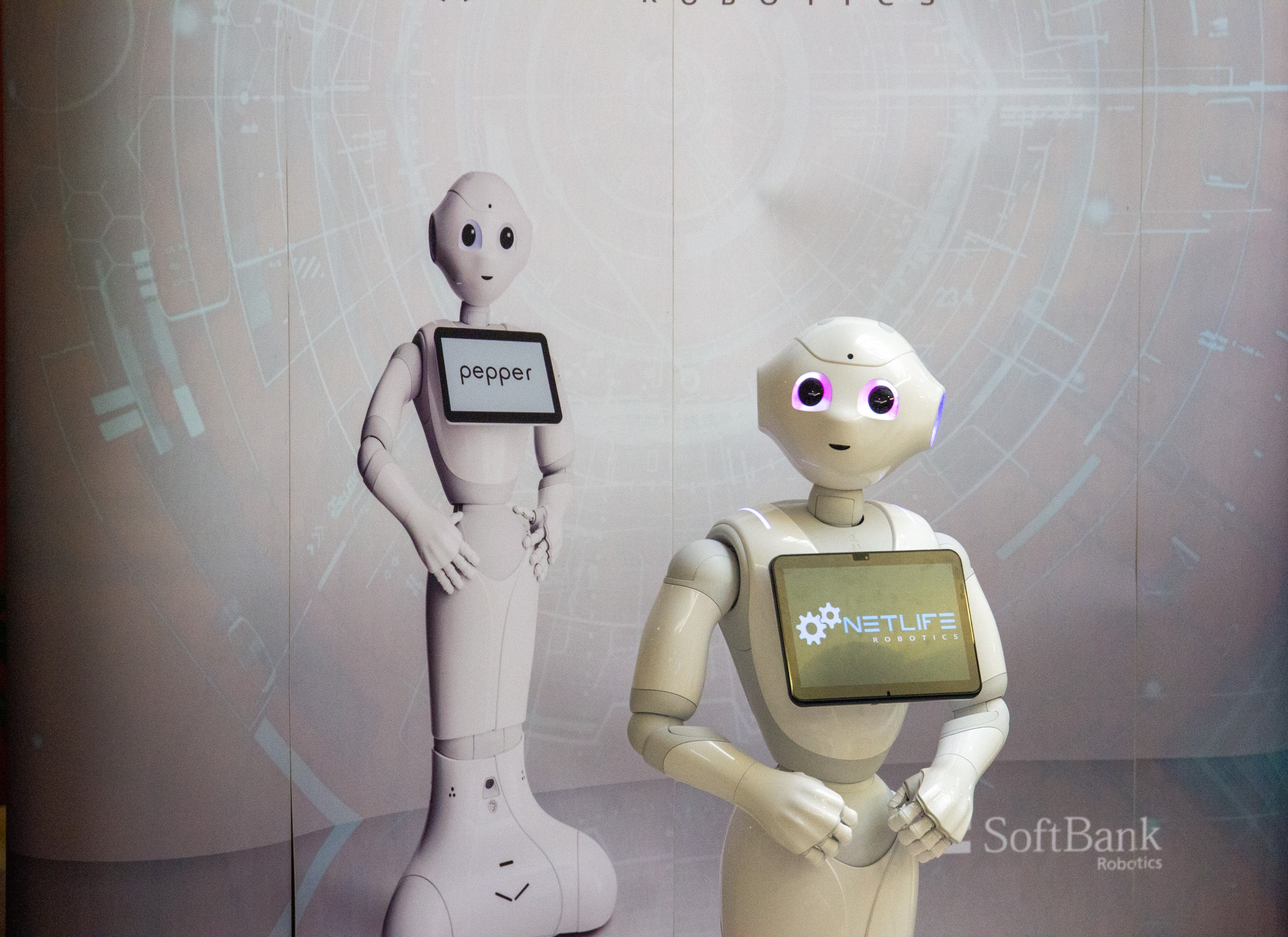
Pepper robot egy magyar konferencián

### Rendeltetés
Pepper nem háztartási használatra tervezett funkcionális robot. Pepper célja, hogy „az ember élvezze az életet”. Jobbá teszi az életet, kapcsolatot teremt, szórakoztat és összeköt a külvilággal. A Pepper alkotói azt remélik, hogy független fejlesztők új tartalmat és felhasználási lehetőségeket hoznak létre Pepper számára.

### Pepper magyar vonatkozásban
Pepper robot magyar nyelvű lokalizációjával elsőként a Netlife spin-off cége, a Netlife Robotics kezdett el foglalkozni 2018 augusztusában. A cég fő kitűzése, hogy megreformálja a magyar humán robotikát és ügyfélszolgálatos robotot készítsen több iparágban (bank, közmű, kiskereskedelem, egészségügy stb.).

### Sajátosságok
A robot fejében négy mikrofon, két HD kamera (a szájában és a homlokában) és egy 3D-s mélységérzékelő (a szem mögött) található. A törzsben egy giroszkóp, a fejében és a kezében érzékelők vannak. A mozgó alap két szonárral, hat lézerrel, három szenzoros lökhárítóval és giroszkóppal rendelkezik.
Képes futtatni a SoftBank alkalmazás-áruházában elérhető tartalmat, amelyet Nao robotnak terveztek. 
| Pepper                  | |
| Méretei                 | - Magasság: 120 cm - Mélység: 42,5 cm - Szélesség: 48,5 cm |
| Tömeg:                  | 28 kg |

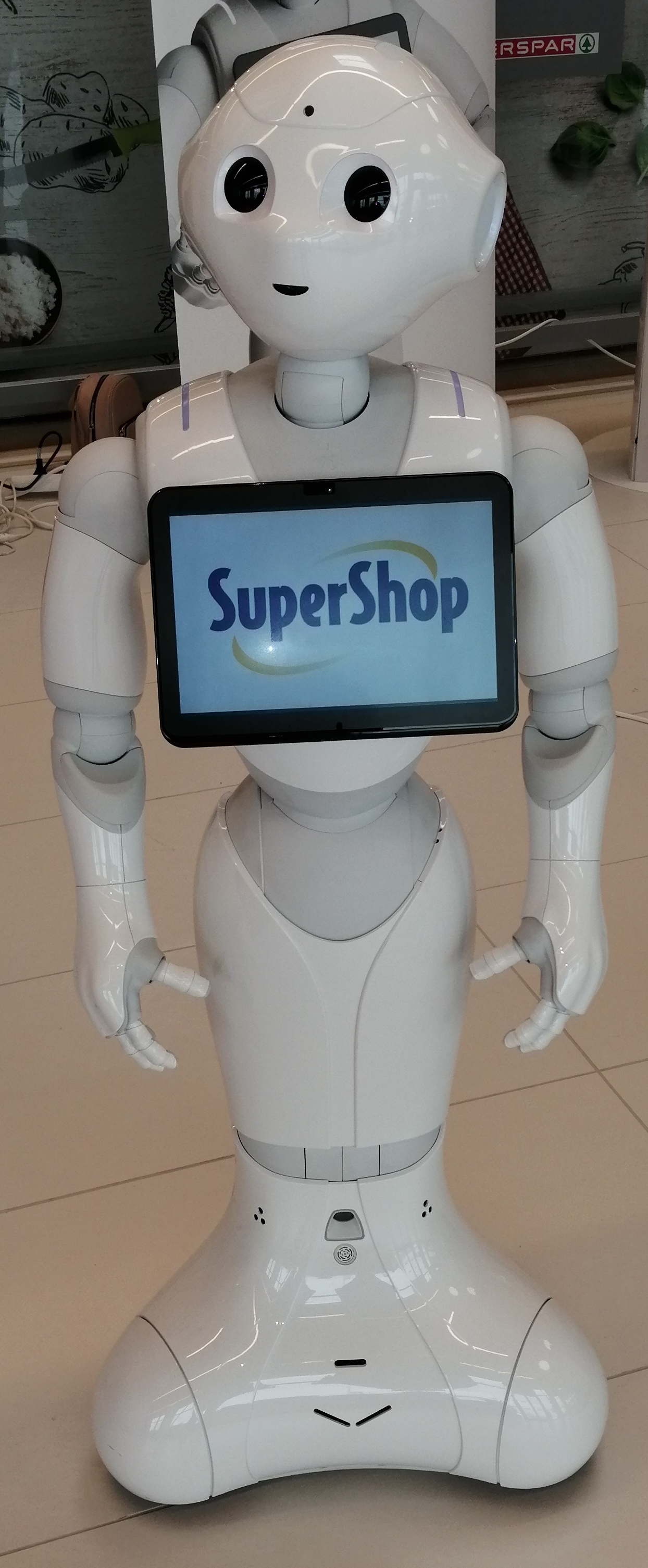
Pepper robot a Kaposvári Interspar áruházban

| Akkumulátor             | lítiumionos akkumulátor Kapacitás: 30 Ah / 795 Wh Üzemidő: kb. 12 óra (ha üzletben alkalmazzák)                                                                                      |
| Kijelző                 | 25,4 cm-es érintőképernyő |
| Fej                     | 4 db mikrofon, 2 db színes kamera, 1 db 2D-s és 3D-s szenzor, 3 db érintésérzékelő                                                                                                   |
| Mellkas                 | 1 db giroszkópos érzékelő |
| Kéz                     | 2 db érintésérzékelő |
| Láb                     | 2 db hanglokátor, 6 db lézeres érzékelő, 3 db érzékelős lökhárító, 1 db giroszkópos érzékelő                                                                                         |
| Mozgó részek            | A mozgás mértéke Fej (2°), váll (2° L&R), könyök (jobbra és balra is forog), csukló (1° jobbra és balra), 5 ujjú kéz (1° jobbra és balra), csípő (2°), térd (1°), alap (3°) 20 motor |
| Platform                | NAOqi OS |
| Kapcsolat               | Wi-Fi: IEEE 802,11 a/b/g/n (2.4 GHz/5 GHz） Ethernet x1 (10/100/1000 base T) |
| Sebesség                | Akár 3 km/h |
| Leküzdhető szinteltérés | Akár 1,5 cm |

## Események
2015 szeptemberében Tokióban egy csalódott látogató Pepperre támadt, és komoly kárt okozott a robotban.
2018 augusztusában Pepper Magyarországra érkezett. A Netlife Robotics megkezdte a robot programozását.
2018 szeptemberében a Netlife Robotics sajtótájékoztatót tartott a BME Ipar 4.0 központban, ahol Pepper magyar területen történő ügyfélszolgálati felhasználásának lehetőségeit ismertették.

## Fordítás
Ez a szócikk részben vagy egészben  a   Pepper (robot) című angol Wikipédia-szócikk ezen változatának fordításán alapul.  Az eredeti cikk szerkesztőit annak laptörténete sorolja fel. Ez a jelzés csupán a megfogalmazás eredetét és a szerzői jogokat jelzi, nem szolgál a cikkben szereplő információk forrásmegjelöléseként.